# 滝沢カレン
滝沢 カレン（たきざわ カレン、1992年（平成4年）5月13日 - ）は、日本のファッションモデル、タレント、YouTuber。東京都出身。スターダストプロモーション所属。『ミスセブンティーン2008』グランプリ。『Oggi』専属モデル、『Seventeen』『JJ』元専属モデル。

## 経歴

### 生い立ち
ウクライナ人の父とバレリーナである母・宮沢さゆりとの間に東京都で生まれる。両親は生まれる前に離婚しており、父とは会ったことがない。多忙な母に代わり祖父母に育てられる。祖母は厳格な人物であり、食事中は会話は一切禁止、BGMはオペラ、習い事はバレエという環境で育った。
小学生になると混血を理由にいじめを受け、「国へ帰れ」と言われたり、高身長（11歳当時で168cm）を理由に「ダース・ベイダー」というあだ名を付けられていた。祖母に相談したところ「大きいんだからやり返しちゃえばいいのよ」「コンプレックスを武器にしろ」と助言され、いじめっ子にやり返し、次第にいじめを克服する。
テレビドラマに出演していた女優の竹内結子を見た瞬間に、自分も芸能界に入りたいと決意。家族に夢を話すと祖母は猛反対し、「そんな子に育てたつもりはない！芸能界に進むなら縁を切る」と絶縁を告げられた。
それでも諦められず、密かにモデル事務所に履歴書を送り続けたり、スカウトされるために街に出向いたりした。その後、渋谷でスカウトされて芸能事務所に所属し、モデルとして芸能界入り。祖母とはモデルデビュー後、次第に疎遠になり、疎遠のまま祖母は死去した。

### ファッションモデル
芸名は、水にちなんだ芸名にしたかったことから、水の中で一番大きいと思った「滝」を含む苗字と、「小学生時代から自分に赤ちゃんが出来たら付けたいと思っていたかわいい名前」を組み合わせて、「滝沢カレン」とした。ちなみに、本名の下の名は「まりな」であることを明かしている。
女優を目指していたが、当時の所属芸能事務所からは日本語学校に通わせてもらい、アナウンサーになることを期待されていた。2008年に雑誌『Seventeen』（集英社）のモデルオーディション「ミスセブンティーン2008」でグランプリに選ばれ、同年より専属モデルとして活動する。2011年3月、高校卒業と同時に『Seventeen』を卒業。なお、高校の同級生に剛力彩芽がいる。
2011年4月より、『JJ』（光文社）の専属モデルとなる。2014年、グルーヴィー・エアーからスターダストプロモーションに移籍。
2016年7月23日発売の『JJ』9月号で初の表紙を飾る。2019年7月23日、『JJ』 専属モデルを卒業することを発表。2020年9月25日に雑誌『Oggi』の専属モデルになることが発表された。

### 女優として
2009年公開の映画『ROOKIES-卒業-』に購買部マドンナ役で出演し女優としてデビュー。2010年11月公開の映画『マリア様がみてる』で佐藤聖役を演じ、初めて主要人物の役を得た。
2019年10月スタートの『G線上のあなたと私』（TBS）で連続ドラマ初レギュラー出演。
2022年4月期、福田靖脚本作品による木曜ドラマ『未来への10カウント』にレギュラー出演し、満島ひかり演じる折原葵の妹・折原楓を演じた。

### テレビタレント
2015年6月2日放送の『踊る!さんま御殿!!』（日本テレビ）に出演し、度々話の筋が見えないような発言をしたり、場違いな表現を使ったりするため、他の出演者から「何歳から日本で暮らしているのか？」などと質問されると、日本生まれの日本育ちで、日本語しか話せないなどといった発言が面白がられて、初登場で「踊る! ヒット賞」を獲得した。
以降、タレントとして各種バラエティ番組で出演するようになり、その独特な言語感覚が「じわじわくる」「クセになる」など視聴者からの反響を呼び、「生まれも育ちも日本なのに日本語が苦手」というキャラクターを特徴に注目を集める。2022年6月25日にフジテレビの特番『まっちゃんねる』内で放送された『IPPONグランプリ』の大喜利スピンオフ企画『IPPON女子グランプリ』2022年度（第1回目）に出場し、準優勝（女性タレント部門から優勝しての決勝進出）。
また、いっこく堂に弟子入りして腹話術を学び、演芸にも出演している。

### 私生活
2022年7月4日、建築の仕事をしている一般男性と結婚したことを自身のInstagramで発表した。結婚相手に求める条件として、「運転免許を持っている」「足が速い」「字が綺麗」「鼻クソをほじらない」の4つは譲れないとしていた。
2025年2月6日、第1子妊娠が報じられ、25日、正式に発表された。8月4日、第1子出産を報告。

## 人物
血液型AB型。趣味は海外旅行、怪談・心霊スポットである。
独特な言葉遣いは、ロシア語通訳を職業とする母の仕事場に来るロシア人たちと片言の日本語で会話していたことが影響を与えた。
2016年1月から開始したInstagramでは、写真に添えられる長文の不思議な日本語文章が人気を集めている。Instagramを「自分の1冊の本」であるとし、より人に伝えたい、よりかっこよく書きたいという思いから、いつもより深い言葉、小説のようにしたいと考え、熟考して文章を書いているという。言葉の「発音」や「メロディ」を気に入ったらそれを文字にするようにしており、語彙は過去に読んだ本から影響を受けている。特にさくらももこの作品を好む。好きな漢字は「齾」（「献」の旧字体「獻」の下に「歯」の旧字体「齒」が置かれるもの。読みは「ガツ」、意味は「欠けた歯」）。
2017年ごろから四字熟語に関心を持ち、四字熟語で人にあだ名をつけるという特技をバラエティ番組で披露している。その人物の特徴をとらえた的確なあだ名はメディアでも度々話題になっているが、元々は2017年4月頃に番組アンケートの特技欄にたまに遊びでやっている四字熟語をその場しのぎで書いたことが発端であり、「こっちも死に物狂いでやっているので、どうしていいかわからない状態」と軽い気持ちで特技と言ってしまったことを後悔していると明かしている。
幼少期に見た映画『ターミネーター2』がきっかけで俳優のアーノルド・シュワルツェネッガーのファンとなった。2019年にはその直接の続編『ターミネーター:ニュー・フェイト』の日本劇場公開に際して来日した彼とドッキリによる初対面を果たして号泣したうえ、シュワルツェネッガーからジャパンプレミアで着ていた法被をプレゼントされる模様が、同年11月17日放送のバラエティ番組『行列のできる法律相談所』を通じて報じられた。
学生時代はジャングルポケットの斉藤慎二の大ファンで、ヨシモト∞ホールに通って追っかけをしていた。

## 受賞歴
- 第8回 料理レシピ本大賞 in Japan2021 料理部門大賞（『カレンの台所』）[47][48]
- 第1回（2022年度）IPPON女子グランプリ - 準優勝（女性タレント部門から優勝しての決勝進出）

## 出演

### 雑誌
- Seventeen（2008年8月 - 2011年3月、集英社） - 専属モデル
- JJ（2011年4月 - 2019年7月、光文社） - 専属モデル
- Gina（2015年4月 - 、ぶんか社）
- Oggi（2020年9月 - 、小学館） - 専属モデル

### 映画
- インスタント沼（2009年）
- ROOKIES-卒業-（2009年） - 購買部マドンナ 役
- マリア様がみてる（2010年） - 佐藤聖 役
- 仮面ライダーフォーゼ THE MOVIE みんなで宇宙キターッ!（2012年） - エリーヌ須田 役（友情出演）
- 土竜の唄 FINAL（2021年11月19日公開） - 沙門夕磨 役[49]

### テレビドラマ
- 仮面ライダーフォーゼ 第37・38話（2012年5月27日・6月3日、テレビ朝日） - エリーヌ須田 役
- せいせいするほど、愛してる 第2話（2016年7月19日、TBS） - 客 役[50]
- G線上のあなたと私（2019年10月15日 - 12月17日、TBS） - 加瀬芙美 役[21]
- あのコの夢を見たんです。第9話特別編「夢のその先」（2020年11月27日、テレビ東京）- 既放送8回分について原作者・山里亮太に迫る。[51]
- 逃げるは恥だが役に立つ ガンバレ人類! 新春スペシャル!!（2021年1月2日、TBS） - 千川 役[52]
- 卒業タイムリミット（2022年4月4日 - 5月12日、NHK総合）- 水口里紗子 役[53]。
- 未来への10カウント 第2話 - 最終話（2022年4月21日 - 6月9日、テレビ朝日） - 折原楓 役[22]
- 推しを召し上がれ〜広報ガールのまろやかな日々〜 第1・3・9話（2024年1月11日・1月25日・3月9日 、テレビ東京） - 岡林 役（声の出演）[54]
- ギークス〜警察署の変人たち〜（2024年7月4日 - 9月19日、フジテレビ） - 基山伊織 役[55][56]

### テレビ番組

#### 現在の出演
レギュラー
- 全力!脱力タイムズ（2016年8月12日 - 不定期、フジテレビ） - 「THE 絶景遺産」「THE 美食遺産」ナレーター
- NHK高校講座 あらためまして ベーシック国語（2017年4月11日 - 現在、NHK Eテレ）[57]
- ガラッとチェンジマン（2023年10月16日 - 、TBS）

不定期出演
- 踊る!さんま御殿!!（2015年6月2日 - 、日本テレビ）[注 2]
- 1億人の大質問!?笑ってコラえて!（2016年3月1日 - 、日本テレビ）[注 3]
- 有吉くんの正直さんぽ（2016年7月9日 - 、フジテレビ）
- しゃべくり007（2017年4月3日 - 、日本テレビ）
- ニノさん（2017年6月7日 - 、日本テレビ）
- ぐるぐるナインティナイン（2016年6月30日 - 、日本テレビ）
  - 大物釣りバトルin奄美大島（2016年6月30日）- 62キロのキハダマグロを釣り上げる（2023年8月時点での番組記録）。

#### 過去の出演
レギュラー
- 沸騰ワード10（2017年2月24日 - 2023年9月、日本テレビ） - 準レギュラー
- 天才!志村どうぶつ園 （2017年4月8日 - 2020年9月26日、日本テレビ） - 準レギュラー
- 行列のできる法律相談所 → 行列のできる相談所（2017年7月16日 - 2025年3月30日、日本テレビ）
- 7つの海を楽しもう!世界さまぁ〜リゾート（2017年8月27日 - 2023年3月26日、TBS）不定期出演
- 出川哲朗のアイ・アム・スタディー（2018年7月20日 - 9月28日・10月4日、日本テレビ） - 準レギュラー
- グータンヌーボ2（2019年1月16日 - 12月11日、2021年12月14日＜MC西野七瀬のゲスト出演。近藤春菜と＞、2024年7月1日＜スペシャル。『ギークス〜警察署の変人たち〜』トリオ集結＞、関西テレビ）
- ソクラテスのため息〜滝沢カレンのわかるまで教えてください〜（2019年10月16日 - 2020年9月23日、テレビ東京） - 冠番組
- 松之丞カレンの反省だ! → 伯山カレンの反省だ!! （2019年4月7日 - 2021年3月21日 、テレビ朝日） - 冠番組[58]
- 横澤×カレン（2022年4月23日 - 5月14日、読売テレビ） - MC・冠番組
- オハ! よ〜いどん（NHK Eテレ）
  - 「わたしきづいちゃった」（2022年8月22日 - 24日）
  - 「オハ! どんアワード」（2023年3月20日 - 22日）
  - 「オハ! どんアワード」（2024年3月18日 - 20日）
- ひらけ!パンドラの箱 アンタッチャブるTV（2023年4月11日 - 2024年3月19日、 カンテレ）[59]
- ～あちこち漫遊記～アンタッチャブルの早速行ってみた。（2024年4月9日 - 9月3日、カンテレ） [60]
- ストリートタイムカプセル（2024年6月5日 - 6月26日、テレビ朝日）- MC（オードリー春日と）
- SPACE KIDS STATION「ひらけ宇宙の扉」ぼくらは宇宙取材班（2024年7月6日 - 9月21日、キッズステーション）- ギャラクシー隊長

特番
- 世界!ちょっといいですか?（2017年10月3日、フジテレビ） - 初単独MC番組
- 初対面トークショー!! 内村カレンの相席どうですか（2018年7月13日・2019年1月3日・3月27日 - 30日・7月7日・2020年2月1日、フジテレビ）[61] - リーダー（進行）・冠番組
  - 内村カレンの超社会科見学（2021年11月15日、フジテレビ） - リーダー（進行）・冠番組
- 思考実験バラエティー!もしもの世界（2018年7月19日 - 、NHK Eテレ）[注 4]
- 土曜☆ブレイク（TBS）
  - プロん家に秘密あり!（2018年7月21日） - MC
  - サンドウィッチマンの憧れのガチ勢さん（2023年1月10日） - 滝沢カレンがどハマり中の一般人と初対面
- 東京一人暮らし2019 〜和牛・滝沢カレンの学校へ行こうSP〜（2019年2月9日、北陸朝日放送・福島放送・長野朝日放送・新潟テレビ21・静岡朝日テレビ） - 冠番組
- 滝沢カレン一座（2019年4月4日、フジテレビ） - 冠番組
- NOと言わない! カレン食堂（2020年1月1日・10月3日・2021年1月1日・5月15日・2022年1月15日、テレビ朝日） - シェフ（MC）・冠番組
- 情熱大陸（2020年3月1日、MBS）
- ガンバレ!引っ越し人生（2020年3月26日、NHK総合） - MC
- 世界 禁断の運び屋（2020年9月24日、フジテレビ）
- THEグレートアンサー（2022年1月8日[62]・5月19日（モクバラナイト）、2023年7月10日、MBS・TBS） - MC
- 開店!有名人デパート（2022年3月24日、フジテレビ）- 副支配人（MC）
- 滝沢カレンのダンスデイ〜倖田來未ライブから日本一への挑戦まで完全密着〜（2022年5月5日、日本テレビ） - 冠番組
- THE DANCE DAY（日本テレビ）- サポーター
  - 第1回 - 2022年5月18日
  - 第2回 - 2023年5月6日
  - 第3回 - 2024年5月27日
- こえうた（2022年5月7日、NHK総合） - MC
- 土曜プレミアム「まっちゃんねる」（2022年6月25日、フジテレビ）- IPPON女子グランプリ
- 有田とカレンと売る人と買う人（2022年8月18日、25日、TBS） - MC・冠番組
- 芸能人監督グランプリ（2022年12月2日、日本テレビ）- 監督「滝沢カレンが撮った黒柳徹子の“知られざる日常”」
- 未来宣告クイズ THE COUNTDOWN（2022年12月10日、日本テレビ）
- ようこそ運ダーランド〜今年イチの強運は誰だ？〜（2022年12月25日・2023年10月7日・2024年12月28日、東海テレビ）- MC（シソンヌ長谷川と）
- ジブリパーク "本物"への挑戦〜滝沢カレンがのぞいた舞台裏1000日〜（2023年4月29日、NHK-BSP） - 冠番組
- 東野カレンと調べるプロたち（2023年5月21日、フジテレビ）- MC・冠番組
- 一軒家丸ごと壊す 第4弾（2023年12月27日、テレビ東京）- 見届け人（山里亮太と）
- ヒロミ・カレンに挑戦状 新潟vs東京 目指せ!首都移転（2024年2月9日、テレビ新潟[注 5]　） - 冠番組
- 欽ちゃん&香取慎吾の全日本仮装大賞（2024年2月12日、2025年1月13日、日本テレビ） - 審査員
- 言われてみれば確かに! 〜カズとカレンと賢くなる夜〜外国人が抱えるニッポンの疑問! （2025年1月16日、TBS） - MC（カズレーザーと）・冠番組

不定期・単発
- 世界一受けたい授業（2017年5月20日、2021年2月13日、5月14日、21日、2022年8月6日、日本テレビ）
- 満天☆青空レストラン（2017年6月10日、2018年12月15日、2023年9月9日、2024年3月16日、日本テレビ）
- うわっ!ダマされた大賞（2017年10月2日、2017年12月30日、2020年9月20日、日本テレビ）
- ネタパレ（2017年10月27日。2018年6月2日[63]、6月8日。2021年7月10日。2022年12月2日。2024年8月30日。フジテレビ）
- 嵐にしやがれ（2017年11月11日 - 2020年 、日本テレビ） - 不定期出演
- 痛快TV スカッとジャパン（2017年12月18日 - 2022年3月21日、フジテレビ） - 不定期。ショートドラマに出演
- 本能Z - グルメ企画 名古屋の知られざる名店を発掘！（2017年5月24日 - 2018年、CBCテレビ）
- 笑点（2018年1月1日、2019年1月1日、2021年1月1日、2022年1月1日、日本テレビ）
- 今夜はナゾトレ（2018年2月6日、2019年1月8日、2021年1月5日、3月16日、2024年1月9日、フジテレビ）太字：川柳
- 全国高等学校クイズ選手権（日本テレビ）
  - 2017年 - 九州北部会場応援ゲスト
  - 2019年 - スタジオゲスト 他
- 徹子の部屋（2018年5月3日・2023年12月7日、テレビ朝日）
- 激レアさんを連れてきた。（2018年8月27日、2019年7月13日、2019年11月16日、2020年12月21日、2021年3月22日、2022年3月14日、2022年8月8日、2023年8月21日、2024年3月11日、2024年4月29日、2024年8月26日、2024年11月4日、2025年2月17日、テレビ朝日）
- 帰れマンデー見っけ隊!!（2018年10月8日。2019年1月26日[64]、4月8日、7月8日、7月22日、11月18日。2020年1月6日、5月4日[65]、10月5日、2023年4月17日、10月2日。2024年8月26日、テレビ朝日）
- バナナマンのせっかくグルメ!!（2019年5月19日、9月22日。2020年3月1日。2024年8月4日、TBS）
- 有吉ぃぃeeeee!そうだ!今からお前んチでゲームしない?（2019年6月9日・11月3日・2020年5月3日、テレビ東京）
- その他の人に会ってみた（2019年6月25日 - 不定期、TBS）
- 出川哲朗の恥の王様（2019年9月4日、2020年5月12日、MBS）
- 世界ふしぎ発見!（2019年10月19日・2021年10月30日・2022年8月20日・2023年9月16日・11月11日、TBS）
- 有田P おもてなす（NHK）
  - 2019年11月9日 - 笑い飯とのコント
  - 2020年2月8日
  - 2020年3月14日 - 有田Pのコンコントントン 滝沢カレンがコントを執筆「ありがとうを伝える会」「罠と男とジャングルで」
  - 2020年9月5日 - 滝沢カレンが提示する設定でダイアンが漫才を、ラバーガールがコントをそれぞれ演じる
- あちこちオードリー～春日の店あいてますよ？～（テレビ東京）
  - 2019年10月5日 - レギュラー放送初回のゲスト出演（大久保佳代子と）
  - 2021年5月26日 - ゲスト出演（出川哲朗と）
- 絶対に笑ってはいけない青春ハイスクール24時!（2019年12月31日、日本テレビ）
- 音が出たら負け（2020年3月11日、8月14日、2021年2月10日、日本テレビ）
- スッキリ（2020年5月11日、18日、日本テレビ）- 「春菜✕カレンレシピ」（テレワークによるカレンの料理指南。鮭の南蛮漬け・エビチリ）
- さまぁ〜ず論（テレビ朝日）
  - 2021年2月15日「滝沢カレンのリーダー論」
  - 2021年2月22日「妄想炸裂!? どうしても〇〇が1人で出来ないんです!!」
  - 2021年3月1日「〇〇の為に番組を作った!? さまぁ～ずがあの番組の裏側を暴露!」
- 激ヤバ! チョコプラ修羅場劇場 第2幕（2021年3月18日、25日、読売テレビ）- パネラー
- ザワつく!金曜日（2021年5月14日、テレビ朝日）
- タモリ倶楽部（2021年11月19日、テレビ朝日）- 「400種作ってネタ切れの危機!? オリジナルチロルへの道」
- あさイチ（2021年11月26日、2023年12月20日、2024年3月22日、NHK総合テレビ）- プレミアムトーク
- 世界はほしいモノにあふれてる（2022年1月1日、NHK総合テレビ）「新春ハワイSP」- ゲスト
- 解決! チョコプラ即興劇場（2021年12月30日、読売テレビ）- パネラー
- カズレーザーと学ぶ。（日本テレビ）
  - 2021年10月9日（パイロット版#2）- 現代の揺らぐ生と死
  - 2022年12月13日 - マインドコントロール
  - 2022年4月18日 - GW急増! あおり運転＆高速逆走＆大渋滞　他 不定期出演
- あしたの内村!!（2022年4月25日、12月12日、フジテレビ）
- すごい空見せます! 劇的気象ミュージアム（2022年7月29日、2023年5月6日、2024年6月8日、NHKBSP/NHK BS）
- あしたが変わるトリセツショー（NHK総合）
  - 2022年8月25日 - 「トウモロコシ」のトリセツ
  - 2022年12月1日 - 「冷え症」のトリセツ
  - 2023年11月16日 - 「冷え症」の取説改訂版! まさかの対策連発SP
- 月曜の蛙、大海を知る。【滝沢カレン特別編集長★禁断のコーデ対決≪第6弾≫】（2023年2月27日、毎日放送）
- shaddow（2023年2月21日、28日、フジテレビ）- 脚本
- 家事ヤロウ!!!（2023年8月29日、テレビ朝日）
- 午前0時の森「おかえり、こっち側の集い」（2023年10月11日、日本テレビ）
- オドオド×ハラハラ（2023年11月16日、フジテレビ）
- サンドどっちマンツアーズ「冬におすすめ南国ツアー対決」沖縄 久米島 VS 高知 宿毛（2023年12月3日、10日、NHK総合）
- 世の中なんでもHOWマッチ いくらかわかる金?（2023年12月1日、2024年8月10日、9月7日、9月14日、9月21日、12月7日、TBS）
- おかべろ（2024年2月17日、関西テレビ）
- サンドウィッチマン＆芦田愛菜の博士ちゃん（2024年3月30日、テレビ朝日）
- プチプチ・アニメ「プチプチ・アニメ」30年も続いたよ〜スペシャル（2024年3月31日、NHK Eテレ）
- ボクらの時代（2024年7月14日、フジテレビ）- ゲスト（松岡茉優、田中みな実と）
- ネプリーグ（2024年7月29日、フジテレビ）- 解答者
- 世界頂グルメ（2024年8月28日、日本テレビ）- シンガポール（近藤春菜と）
- サンクスonデリバリー（2024年11月6日、NHK総合）- ゲスト[66]

### インターネットテレビ
- SPACE KIDS STATION「ひらけ宇宙の扉」ぼくらは宇宙取材班（2024年3月22日 - 、J:COM STREAM）- ギャラクシー隊長[67]

### ラジオ
- 爆笑問題の日曜サンデー（2017年5月14日、TBSラジオ）
- TS ONE UNITED「滝沢カレンの迷いこんでもいいんじゃない」（2018年2月、idio TS ONE）
- パンサー向井の＃ふらっと（2022年3月28日 - 、TBSラジオ）- 月曜パートナー（「カレンに解決! 相談相談室」）[68]

### 舞台
- ふんだりけったり（滝沢カレン一座第一回公演）（2019年3月27日、新宿シアターモリエール） - 脚本・演出（テレビ収録）

### 劇場アニメ
- 漁港の肉子ちゃん（2019年） - カモメの鳴き声・運動会のアナウンス 役
- かがみの孤城（2022年）- 養護の先生 役
- 君たちはどう生きるか（2023年7月14日公開） - ワラワラ 役[69]
- 窓ぎわのトットちゃん（2023年12月8日） - 大石先生 役[70]

### 広告
- 新宿サブナード（2011年5月 - ）
- ワコール Cutie（2011年11月 - ）
- キッコーマン
  - デルモンテ（2012年3月 - ）
  - 豆乳（2012年6月 - ）
- グラクソ・スミスクライン 新コンタックかぜ総合（2015年10月 - ）
- 日本コカ・コーラ アクエリアス 1日分のマルチビタミン（2017年10月 - ）[71]
- 三菱自動車 eK（2018年6月 - ）
- コーセー ヴィセ（2018年8月 - ）[72]
- BUYMA（2018年11月 - ）
- アサヒフードアンドヘルスケア ディアナチュラ（Dear-Natura）（2019年4月 - ）[73]
- プロクター・アンド・ギャンブル・ジャパン（P&G） ボールド（2020年2月 - ）[74]
- アサヒビール株式会社 ハイボリー（2021年9月 - ）

### 写真展
- 伏見行介写真展「Old fashioned portrait 先達へのオマージュ」（2016年1月 - 4月）

### WEB
- 好書好日 「滝沢カレンの物語の一歩先へ」（2018年7月1日 - 2025年2月2日）

## 著書
- 『地球はココです。私はコレです。』 （2018年2月、光文社）
- 『滝沢カレンダー ～働く人間は、まいにち美しい～』（2018年2月、SDP） - 31日分の日めくりカレンダー
- 『カレンの台所』（2020年4月、サンクチュアリ出版、ISBN 978-4-801-40075-7）[75]
- 『馴染み知らずの物語』（2023年6月、ハヤカワ新書、ISBN 978-4-153-40003-0）[注 6][76]